# Нащёково
Нащёково — село в Шегарском районе Томской области. Входит в состав Шегарского сельского поселения.

## География
Село расположено на берегу протоки Старая Обь в 4 км западнее реки Обь, в 2 км к югу от районного центра Мельниково. Через село проходит трасса Томск—Новосибирск 69К-14.

## Население
| 1926 | 2002 | 2010 | 2012 | 2013 | 2014 | 2015 |
| ---- | ---- | ---- | ---- | ---- | ---- | ---- |
| 243  | ↗470 | ↗714 | ↘701 | →701 | ↘680 | ↘657 |
| 2021 |      |      |      |      |      |      |
| ↗886 |      |      |      |      |      |      |

## История
Первые упоминания населенного пункта на этом месте, обнаруженные в архивах, относятся к 1831 году. Название села предположительно связано с прозвищем местного жителя из рода Сваровские — Однощекий, получившего увечье на охоте. Сваровские приобрели здесь земли в 1890 году.
По переписи 1926 года в деревне числилось 58 дворов и 243 жителя. В 1930 году в деревне был создан колхоз имени Ворошилова.
В 1959 году в селе организована скотоводческая ферма (Шегарский откормсовхоз Томского треста «Скототкорм», с 1983 года — совхоз «Южный»)
По данным на 1 января 2010 года в селе проживают 707 человек. Трудоспособное население обрабатывает личные подсобные хозяйства, выращивают сельскохозяйственную продукцию.

## Известные жители
23 января 1944 года в селе в семье эвакуированных из блокадного Ленинграда педагога Валерии Ипполитовны и инженера Александра Александровича Беловых (отец в это время был уже на фронте) родился выдающийся отечественный спортсмен-баскетболист Сергей Белов.